# RktSNS
rktSNSは、GNU General Public Licenseに基き公開されているオープンソースのSNS運営用サーバサイドプログラムである。

## 歴史
高橋裕志郎が作成開発を続けている。

## 特徴
mixiそっくりなインターフェースを持つ。
テンプレートエンジンは、Smartyを採用。

## 動作環境
- Webサーバ：Apache
- データベース：SQLite、MySQL 4.0x以降 (4.1.x以降推奨)、PostgreSQL
- スクリプト言語：PHP 4.x以降
- メールサーバ：sendmail互換推奨